# 피터 도너
피터 도냇(Peter Donat, 영어 발음: /ˈdoʊnæt/, 1928년 1월 20일 ~ 2018년 9월 10일)는 미국의 배우이다.

## 영화
- 딥 엔드(영어판) (2001년)
- 더 게임 (1997년) - 사무엘 서덜랜드 역
- 레드 코너 (1997년) - 데이빗 맥앤드류스 역
- 타임 트랙스 (1993년)
- 스쿨 타이 (1992년)
- 베이브 (1992년) - 해리 프래지 역
- 장미의 전쟁 (1989년) - 제이슨 라라비 역
- 피부 깊숙이 (1989년)
- 터커 (1988년)
- 부둣가의 비밀 (1984년)
- 레이디스 앤 젠틀맨, 더 패벌러스 스테인스 (1982년)
- 미로 (1982년)
- 하이포인트 (1982년)
- 행잉 바이 어 스레드 (1979년)
- 차이나 신드롬 (1979년)
- 미러스 (1978년)
- 달라스 (1978년)
- 제8 전투 비행대 (1976년)
- 힌덴버그 (1975년)
- 대부 2 (1974년)
- 우젝 (1966년)